# NCF4
El factor citosólico 4 de neutrófilos (NCF4) es una proteína codificada en humanos por el gen NCF4.
La proteína codificada por este gen es un regulador citosólico que forma parte de la NADPH-oxidasa fagocítica productora de superóxido, un sistema enzimático multicomponente muy importante en la defensa del hospedador que sufre una infección. Esta proteína se expresa preferentemente en células de linaje mieloide. Interacciona principalmente con el factor citosólico 2 de neutrófilos (NCF2/p67-phox) para formar un complejo con el factor citosólico 1 de neutrófilos (NCF1/p47-phox), que interaccionará finalmente con la proteína G pequeña RAC1 y se traslocará a la membrana tras la estimulación celular. Este complejo activará entonces al flavocitocromo b, la subunidad catalítica integrada en membrana del sistema enzimático. El dominio PX de esta proteína puede unir productos fosfolipídicos de la PI3 quinasa, lo que sugiere un papel como mediador en procesos de señalización celular mediados por PI3 quinasa. La fosforilación de esta proteína parece regular negativamente la actividad enzimática. Se han descrito diversas variantes transcripcionales del gen, que codifican diferentes isoformas de la proteína.

## Interacciones
La proteína NCF4 ha demostrado ser capaz de interaccionar con:
- Ku70[3]
- NCF1[4][5][6]
- Moesina[7]